# Haus Boisdorf

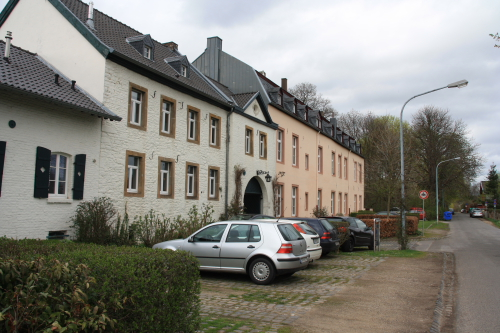
Gut Boisdorf

Haus Boisdorf oder Gut Boisdorf liegt südlich der Kreisstadt Düren, Nordrhein-Westfalen zwischen den Stadtteilen Rölsdorf und Lendersdorf; eingebettet zwischen einem Landschafts- und Naturschutzgebiet („Südliche Rurauen“). Adresse: An Gut Boisdorf 8 und 10.

## Geschichte
Haus Boisdorf ist ein spätmittelalterlicher Herrensitz. Seine Inhaber waren auch gleichzeitig die Besitzer der Papiermühle Boisdorf. Die Boisdorfer Mühle ist eine Wassermühle und liegt am Lendersdorfer Mühlenteich.
Dass Boisdorf bereits zur Zeit der Franken besiedelt wurde, belegen ein Grab und der Fund eines schweren Breitsax (Scaramasax), sowie eine Lanzenspitze, welche sich unter der Inventarnummer 1802 im Dürener Leopold-Hoesch-Museum befinden. Die Form dieses Kurzschwertes, Länge 36 cm, Breite 3,6 cm, weist auf eine Herstellung nach Ende des 7. Jahrhunderts hin. Bereits 1844 war man bei der Herstellung des westlichen Seitengrabens des Wegs von Rölsdorf nach Lendersdorf auf Höhe von Boisdorf auf dieses Grab aus Sandsteinplatten gestoßen.
1403 wird das Haus Boisdorf erstmals urkundlich als eine Lehen des Herzogs und späteren Großherzogs von Jülich erwähnt und ab 1547 als Sitz der Herren von Wedendorf zu Boisdorf. 1549 siegelte Werner von Widendorp, als der Neffe Caspars von Hersel. Eva von Aldenraed (Aldenrath), die Ehefrau des Werner von Widdendorf, starb am 5. Mai 1563 und am 4. Oktober 1574 starb Werner von Widdendorf. Ein Grabstein des Werner von Widdendorf zu Boisdorf und seiner Frau Eva von Aldenraed mit Ehewappen und 8 Ahnenwappen wurde etwa 20 Jahre vor 1910 zerstört. Ihr Sohn, Werner von Weidendorf, wurde am 24. Oktober 1570, von dem letzten prümschen Abte Christoph mit der Flecken-Erbschaft Nieder-Elvenich, welcher Reimbold von Altenrade (Aldenrath), Werners Oheim, von der Abtei Prüm, zu Lehen getragen hatte, belehnt. Werner von Widdendorf zu Bostorf, war seit 1594 mit Cecilia von Bongart zur Heyden (Haus Heyden); der Tochter Wilhelms von Bongart mit Margaretha von Palant, vermählt. Unter dem Auftritt vor dem Hochaltar, der alten Kirche in Niederau, liegt ein Grabstein mit Wappen und der Inschrift: ANNO 1603, DEN 23. IUNI, STARB DIE WOHLEDLE EHREN- UND TUGENDREICHE FRAU B. CECILIA VON WIDDENDORF, GEBOREN VON DEN BONGART, FRAU VON ELMPT UND BURGAU... Ihr Sohn, Johann Heinrich von Widdendorf zu Bostorf, war vermählt mit Ida Margaretha von Effern (Efferen), genannt Hall zum Busch. Ihr Sohn, Werner Adolph von Widdendorf zu Bostorf, hat 1668 im Jülichschen aufgeschworen. Das Wappen der Familie von Widdendorf zeigte mittig einen schwarzen Querbalken, auf silbernem Schild, begleitet oberhalb von zwei Hifthörnern mit roten Binden und unter dem Balken eins. Und auf dem ungekrönten Helm ein viertes Hifthorn. Die Decken schwarz und silbern. Die Familie von Wedendorf starb 1693 mit dem Tode von Werner Adolf von Wedendorf aus. Das Haus kam nach Werner Adolfs Tod in den Besitz seines Schwagers Christian Arnold Freiherr von der Horst zu Milsen, dem zweiten Gatten der Maria Katharina von Wedendorf. Diese Ehe blieb kinderlos.
Um die Erbschaft Boisdorf entfachte sich um 1700 ein Rechtsstreit. 1707 wird ein Johann Mathias von Inden als Herr auf Boisdorf genannt. Das Haus wird ihm jedoch vom Karl Klamor Ferdinand von Horst, einem Sohn Christian Arnolds von der Horst aus erster Ehe, in einem Gerichtsverfahren abgewonnen.
Dessen Sohn Karl Kaspar von der Horst war der letzte Abt von Kornelimünster und starb 1883 auf Haus Boisdorf. Das Gut ging dann an seiner Nichte, die Tochter seiner Schwester Maria Anna Theresia die aus der Ehe mit Bernhard Alexander Freiherr von Hövel entstammt. Sie war mit dem bayerischen General Johann Friedrich Karl Felix Joseph Freiherr von Dalwigk-Lichtenfels verheiratet. Zwei weitere Generationen blieb das Gut im Besitz derer von Dalwigk-Lichtenfels.
1871 verkaufte Julius Franz Otto das Haus Boisdorf mit 361 Morgen Land und der dazugehörigen Mahlmühle an den Geheimen Kommerzienrat Leopold Hoesch für 99 000 Taler. Leopold Hoesch verkaufte 1881 die Mahlmühle und mehrere Ländereien an Nikolaus Knipprath, der sie wieder in eine Papiermühle umänderte.
In der Folgezeit wechselte das Gut häufig den Besitzer; Balthasar Menzen erwarb es von Hoesch und verkaufte es weiter an den königlichen Kammerherrn und Landrat des Kreises Düren, Max von Breuning. Als Max von Breuning 1909 verstarb, erbte sein Neffe Oswald von Nell zu Trier das Haus Boisdorf. Ende des 19. Jahrhunderts ging die Liegenschaft in bürgerlichen Besitz über. Seit 1937 ist der neue Besitzer von Boisdorf (durch eine Stiftung) mit etwa 111,5 ha Eigentum die Stadt Düren.
Nach dem Zweiten Weltkrieg wurden die Wassergräben der Anlage zugeschüttet. Das Gut wurde noch einige Zeit landwirtschaftlich genutzt. Seit Mitte der 1980er Jahre stand der Hof leer, das Gesamtensemble drohte zu verfallen. 1993 wurde Gut Boisdorf von Kaufmann und Medizin-Soziologe Rudolf Weyergans aus Aachen erworben. Ab 1995 wurde das Gut Hauptsitz der Firma Weyergans High Care AG und die ersten Wohnungen wurden komplett saniert. In den darauf folgenden Jahren bis 1998 wurden weitere 14 individuelle Wohnungen in einer Größe zwischen 54 und 220 m² errichtet.

## Architektur
Unter der Leitung des Architekten Udo Heiermann aus Aachen wurden 1994 die ersten zwei Wohnungen komplett saniert. Bis 1998 wurden 14 weitere Wohnungen in einer Größe zwischen 54 und 220 m² errichtet. Gleichzeitig ist ein Gästehaus mit vier komplett ausgestatteten Doppelzimmern entstanden. In mehreren Wohnungen wurde der weitgehend intakte Lehmputz restauriert. Fensterstürze, Tore und Gewölbe, die aufgrund eines Bombenschadens nach dem Zweiten Weltkrieg nach damaligem Stand der Technik wieder hergestellt wurden, wurden in den ursprünglichen Stand zurückgebaut.
Das Bauwerk ist unter Nr. 1/026 in die Denkmalliste der Stadt Düren eingetragen. Das Wohnhaus ist ein neunachsiger verputzter Backsteinbau, zweigeschossig und mit Mansarddach.